# Елислав Иванов
Елислав Георгиев Иванов е български офицер, бригаден генерал, доцент, д-р във Военната академия „Г.С. Раковски“.

## Биография
Роден е на 7 май 1957 г. в Криводол. През 1976 г. завършва СПУ с преподаване на френски език „А. Барбюс“ във Враца. В периода 1976 – 1980 г. учи във Висшето народно военно училище във Велико Търново. Завършва мотострелкови профил. След това е назначен за командир на взвод в поделение 22770 в Самоков. От 1981 г. е адютант на командира на първа армия. Член на БКП от 1979 г. На 21 април 2008 г. е назначен на длъжността заместник-директор на служба „Военна информация“ и удостоен с висше офицерско звание бригаден генерал, считано от 1 юни 2008 г. На 1 юли 2009 г. е освободен от длъжността заместник-директор на служба „Военна информация“. От септември 2009 до декември 2012 г. е военен аташе в Париж. След това е остава на разпореждане на министъра на отбраната. Излиза в запаса през 2015 г. От 2016 г. е асистент в научна секция „Управление на знанието и иновации в образованието“ на институт „Перспективни изследвания за отбраната“ През април 2019 г. защитава докторска дисертация във Военната академия в София на тема „Предизвикателства пред военното разузнаване в съвременните конфликти и хибридни заплахи“. От 2020 г. е главен асистент, а от 2021 г. доцент.

## Трудове
- Иванов, Е. Разкриване и превенция на хибридните заплахи, 2020 г.
- Димов, П., Иванов, Е., Фалшивите новини – Разпознаване на фалшивите новини и дезинформацията в съвременната хибридна среда за сигурност, 2020 г.
- Иванов, Е. Предизвикателства пред разузнаването в съвременната хибридна среда за сигурност, 2020 г.
- Иванов, Е., Аналитично разузнаване-Методи и техники за информационно-аналитична експертиза, 2021 г.

## Образование
- Висшето народно военно училище „Васил Левски“ – 1976 – 1980, мотострелкови профил
- Военна академия „Г.С. Раковски“ – 2004 – 2005, стратегически курс
- Военно училище – гр. Париж – 2011 – 2012, „Цивилно – военно управление на външни кризи провеждани от ЕС“

## Военни звания
- Лейтенант-инженер (30 август 1980)
- Старши лейтенант-инженер (20 август 1983)
- Капитан-инженер (7 септември 1987)
- Майор-инженер (21 август 1992)
- Бригаден генерал (1 юни 2008)

## Награди
- Почетен знак на министерство на отбраната „Св. Георги“, 2-ра степен.